# チャールズ・E・ラフリン
チャールズ・エリオット・ラフリン（Charles Elliott Loughlin, 1910年2月19日 - 1989年10月31日）は、アメリカ合衆国の海軍軍人。最終階級は海軍少将。
潜水艦「クイーンフィッシュ」艦長として4度の哨戒を行う。35年の海軍歴の中で海軍十字章とレジオン・オブ・メリットを2度ずつ、シルバースターを1度受章した。しかし、ラフリンの経歴の中で最も知られているのは1945年4月1日に緑十字船「阿波丸」（日本郵船、11,249トン）を撃沈し軍法会議にかけられた「阿波丸事件」である。

## 生涯

### 前半生
チャールズ・エリオット・ラフリンは1910年2月10日にノースカロライナ州ウィルミントンで生まれる。海軍兵学校（アナポリス）に進んだラフリンはテニスとバスケットボールに才能を示してそれぞれのチームに所属し、特にバスケットボールの分野においては1932年から1933年のシーズン、1933年度全米大学体育協会（NCAA）選抜チームのメンバーに名を連ねた。1933年に海軍兵学校（アナポリス）を卒業。卒業年次から「アナポリス1933年組」と呼称されたこの世代からは、「アーチャーフィッシュ」艦長として空母「信濃」を撃沈したジョゼフ・F・エンライト、「ハリバット」艦長を経て大将に登りつめたイグナティス・J・ギャランティンなどがいる。卒業後は戦艦「ニューメキシコ」に配属され、のちに「原子力海軍の父」と称されるようになる、機関長ハイマン・G・リッコーヴァー中尉（アナポリス1922年組）のサポート役を務める。1938年、ラフリンは潜水艦畑に進んでコネチカット州ニューロンドンの潜水学校に入り、さまざまな潜水艦に乗り組んだあと「S-14」艦長としてパナマ海域、カリブ海および西大西洋における防衛的な哨戒にあたり、1942年中に4度の哨戒を行った。地味な日々であったが評価され、のちに「クイーンフィッシュ」として命名される潜水艦のキール据え付け段階から艦長に内定し、「S-14」の乗組員から未来の「クイーンフィッシュ」の乗組員を優先的に選抜した。

### クイーンフィッシュ艦長
「クイーンフィッシュ」の行動に関する掘り下げた説明は当該項目に譲り、ここではラフリンが「クイーンフィッシュ」艦長時代に二度の海軍十字章およびシルバースターを受章するにいたった出来事を中心に説明する。

#### 第1の哨戒・海軍十字章

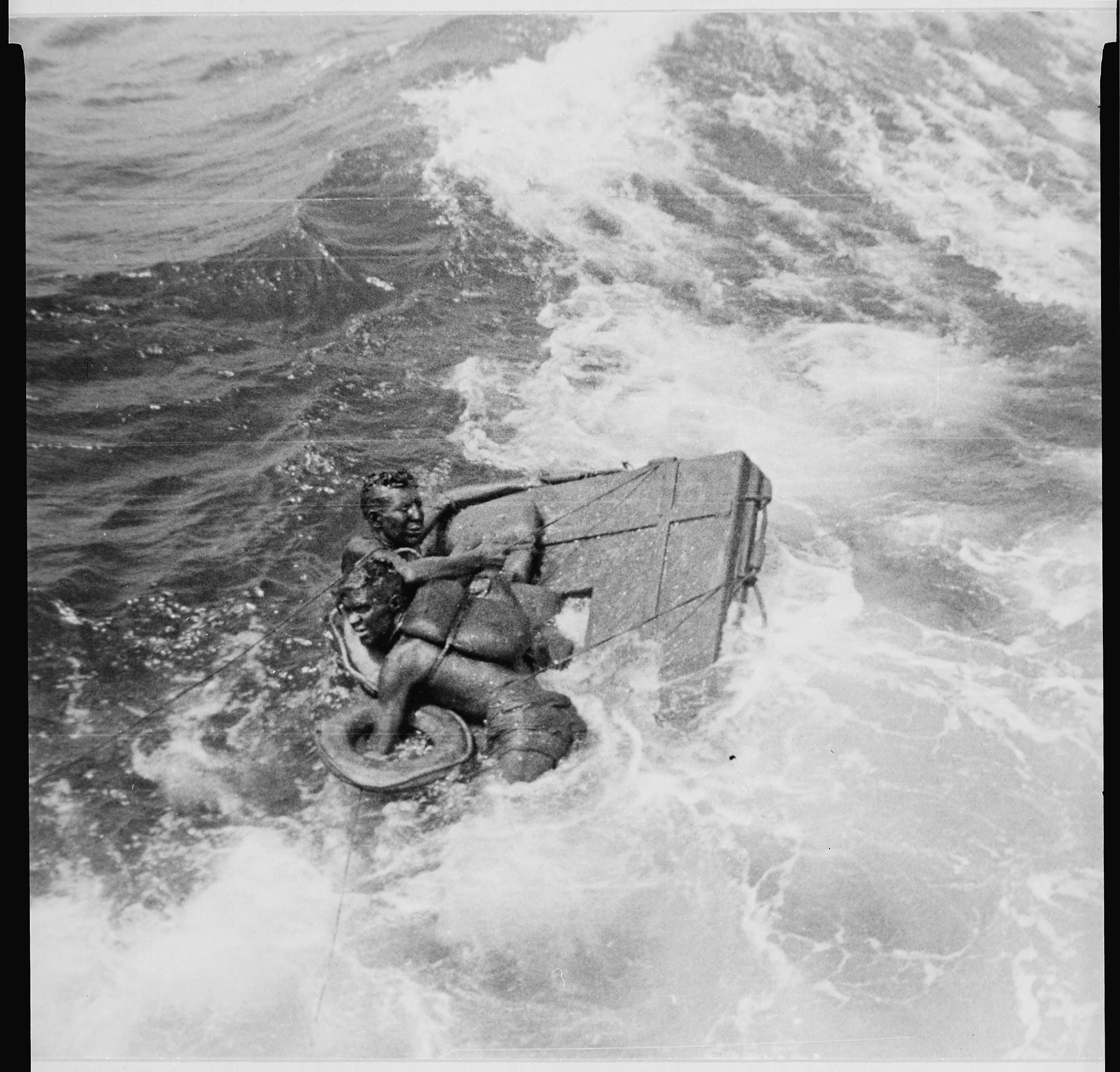
「クイーンフィッシュ」に救助されつつあるイギリス軍およびオーストラリア軍捕虜

8月4日から10月3日までの最初の哨戒は、「バーブ」 、「タニー」とウルフパック「エドのインク消し Ed's Eradicators」を組んでルソン海峡と南シナ海方面で行動した。この哨戒では8月31日にミ15船団を攻撃してタンカー「千代田丸」（日本郵船、4,701トン）を、9月9日にタマ25船団を攻撃して輸送船「豊岡丸」（鏑木汽船、7,097トン）と「満州丸」（日本海汽船、3,054トン）を撃沈した。
しかし、この哨戒のハイライトは9月18日に、9月12日に別のウルフパックの攻撃で海中に投げ出された、ヒ72船団加入の「楽洋丸」（南洋海運、9,418トン）に乗船していたイギリス軍およびオーストラリア軍捕虜を18名救助したことであった。ラフリンは、この救助活動を含む最初の哨戒行動が評価されて最初の海軍十字章を受章した。

#### 第2の哨戒・海軍十字章
10月27日から12月2日までの二度目の哨戒ではバーブおよびピクーダ (USS Picuda, SS-382) とウルフパック「ラフリンズ・ルーパーズ I "Loughlin's Loopers I"」を編成し、ラフリンはウルフパックの指揮官となる。東シナ海で行動して11月8日に2隻の輸送船、八光丸（朝鮮郵船、1,948トン）と京城丸（中川汽船、1,051トン）、11月9日に特設砲艦長寿山丸（朝鮮郵船、2,131トン）を撃沈し、11月15日にはヒ81船団を攻撃して陸軍特殊船あきつ丸（日本海運、9,186トン）を撃沈した。この二度目の哨戒も評価されて、二度目の海軍十字章に代わる金星章を受章した。クイーンフィッシュそのものに対しても、前回哨戒分と合わせて大統領殊勲部隊章が授与された。

#### 第3の哨戒・シルバースター
12月29日から1945年1月29日の三度目の哨戒では「ラフリンズ・ルーパーズ」の編成を継続し、ラフリンは引き続いて指揮官を務めたものの、ウルフパック全体の戦果自体は大きかったにもかかわらず、「クイーンフィッシュ」自体の戦果は少なかった。ウルフパックは日本軍のフィリピンへの増援を阻止し、1月7日のモタ30船団への攻撃では4隻を撃沈して3隻に損傷を与えたと報告したが、「クイーンフィッシュ」は撃沈の1隻について3分の1の戦果が認められたのみであった。僚艦「バーブ」艦長のユージーン・B・フラッキー少佐（アナポリス1935年組）は、モタ30船団攻撃時のラフリンの攻撃ぶりを「信じられないほど下手な魚雷発射」と評し、ラフリン自身も後輩に指摘されるまでもなく戦時日誌に「畜生」と殴り書きするほどの出来の悪い攻撃だった。
南カリフォルニア大学のロジャー・ディングマン教授は、この三度目の哨戒における実入りの少なさはラフリンと「クイーンフィッシュ」の乗組員に「これまでで最も屈辱的な経験」を与え、次の哨戒に「傷ついた評判を回復するチャンス」を与えたとする。

### 阿波丸事件と軍法会議
2月24日からの4回目の哨戒において、ラフリンの「クイーンフィッシュ」は冒頭に記したように、1945年4月1日に緑十字船「阿波丸」を撃沈する。いわゆる阿波丸事件である。
直前の3月28日、太平洋艦隊潜水部隊司令官チャールズ・A・ロックウッド中将（アナポリス1912年組）は指揮下の全潜水艦に以下のようなメッセージを発信した。ロックウッドが「阿波丸」に関するメッセージを発信したのは二度目で、最初のものは3月上旬に発せられていた。しかし、この最初の電文はラフリン以下乗組員は見なかったし注意もしなかった。
ラフリンの「クイーンフィッシュ」が「阿波丸」に関する二度目の電文を受信したのは間違いないが、拙い文章であったために、ラフリンはこうつぶやいた。「生まれてから、こんなあほうな電文は見たことがない」。。潜水艦宛ての電文は、そのほとんどがロックウッドの腹心であったリチャード・G・ヴォージ大佐（アナポリス1925年組）が自ら起草するか目を通すかしていたが、この「阿波丸」通過に関する二度目の電文に関しては、ヴォージがフィリピン出張中であったため副官が作成したものであった。電文に関する不運が二度続き、「シーフォックス」からの報告に基づき、ラフリンの「クイーンフィッシュ」は濃霧の中で「駆逐艦」を探知し、魚雷を4本発射して目標の「駆逐艦」を撃沈し、生存者1名を救助した。この生存者、「阿波丸」の調理師であった下田勘太郎の口から電文が洗いなおされ、撃沈したのが「阿波丸」であることを知った。ラフリンは「そんな馬鹿な！」と叫んだのちロックウッドに撃沈を報告し、「シーフォックス」と捜索を行いながら太平洋艦隊司令長官チェスター・ニミッツ元帥（アナポリス1905年組）と合衆国艦隊司令長官兼海軍作戦本部長アーネスト・キング元帥（アナポリス1901年組）にも報告。キングは即座に以下のように返答した。
下田以外の生存者は見つからなかったが、積荷と思しきゴムが4,000個も発見され、そのうちの4つを回収してサイパン島に帰投した。
事件に関し、ロックウッドの懸念したことは以下の3つであった。
- 事件が、アメリカが「ルシタニア撃沈事件」のような恥ずべき騒動の原因を作ったと思われること
- 日本側が捕虜に対して「野蛮なる報復」を行う可能性
- 上記2つの点でラフリンが矢面に立たされること

ロックウッドは弁護人を介したラフリンの証言に対し、3月28日の電文に関するいくつかの非難は受け入れた。弁護側は2つのことを持ち出してラフリンを弁護した。一つは「阿波丸」が安全が保証された通告済みの航路を航行していたとしても、生存者や積荷のゴムがそれと無関係であるかどうか。ラフリンは、それらが「阿波丸」のものかどうかは分からなかったとし、ともかく攻撃したのは間違いないと述べた。もう一つは意図の欠如に関してであった。ラフリンが採った戦術は小型艦船に対するものではなく、明らかに大型艦船に対する戦術であった。戦術に関する論争に際して、ラフリンのクイーンフィッシュにおける過去の哨戒記録を洗いなおした。ラフリンは審理では好意的に振る舞い、「クイーンフィッシュ」を手放すことを惜しんだ。
しかし、軍法会議は「職務と合法的な秩序維持に過失があった」ことを認め、ラフリンは有罪と宣告されて海軍長官からの沙汰を待つ身となった。ニミッツは処罰を寛大にするよう求めたが受け入れられず、逆にラフリンに重いペナルティが課せられることとなった。そして、キングは「ラフリンは今の立場にはいられない」と発言した。

### 戦後
4月16日付で「クイーンフィッシュ」艦長職から外されたラフリンは、軍法会議のあとロックウッドのもとでスタッフに加わった。その後はアナポリスに戻って運動教官を務める一方で募金活動を行い、アナポリスでの運動カリキュラムにサッカー、クロスカントリーおよびレスリングを復活させた。軍務の方では潜水母艦「オリオン」 (USS Orion, AS-18) 副艦長と潜水部隊司令を歴任。給油艦「ミシシネワ」 (USS Mississinewa, AO-144) と重巡洋艦「トレド」の艦長を務めたあと再び潜水艦と関わるようになり、第6潜水隊群司令としてポラリス搭載潜水艦の指揮を執った実績に対して、最初のレジオン・オブ・メリットが授与された。
その後、ラフリンはワシントンD.C.海軍区の司令官も務め、その職で二度目のレジオン・オブ・メリットを受章した。そして、この職を最後に海軍を退役した。
退役後のラフリンについては断片的な情報しかないが、妻とともに日本へ旅行のために来日したことがあり、日本の復興ぶりに目を見張った。1979年12月7日には阿波丸事件に関するNHKの取材を受けている。この取材においてラフリンは、「もう一度やり直しができたとしても、運命のあの4月1日と同じ状況、同じ事情ならば、また、まったく同じように行動するであろう」という発言を行っている。ラフリンは1989年10月31日に79歳で亡くなり、アナポリス敷地内の墓地に埋葬されている。

## 記録
|                      | 出撃地   | 出撃日         | 日数 | 戦時中認定の戦果 隻数/トン数 | JANAC認定の戦果 隻数/トン数 | 哨戒区域                 |
| -------------------- | -------- | -------------- | ---- | ---------------------------- | --------------------------- | ------------------------ |
| S-14 -1              |          | 1942年         | 32   | 0 / 0                        | 0 / 0                       | 大西洋                   |
| S-14 -2              |          | 1942年         | 10   | 0 / 0                        | 0 / 0                       | 大西洋                   |
| S-14 -3              |          | 1942年         | 17   | 0 / 0                        | 0 / 0                       | 大西洋                   |
| S-14 -4              |          | 1942年         | 24   | 0 / 0                        | 0 / 0                       | 大西洋                   |
| クイーンフィッシュ-1 | 真珠湾   | 1944年8月4日   | 59   | 6 / 48,800                   | 3 / 14,800                  | ルソン海峡および南シナ海 |
| クイーンフィッシュ-2 | マジュロ | 1944年10月27日 | 35   | 4 / 38,500                   | 4 / 14,300                  | 東シナ海                 |
| クイーンフィッシュ-3 | アプラ港 | 1944年12月29日 | 32   | 1 / 10,100                   | ⅓ / 951                     | 台湾海峡                 |
| クイーンフィッシュ-4 | 真珠湾   | 1945年2月24日  | 46   | 1 / 12,000                   | 1 / 11,600                  | 中国沿岸                 |

| 順位（隻数） | 哨戒回数 | 隻数/トン数 戦時中認定 | 隻数/トン数 JANAC |
| ------------ | -------- | ---------------------- | ----------------- |
| 36           | 8        | 12 / 109,400           | 8 ⅓ / 41,718      |